# Act of Union 1840

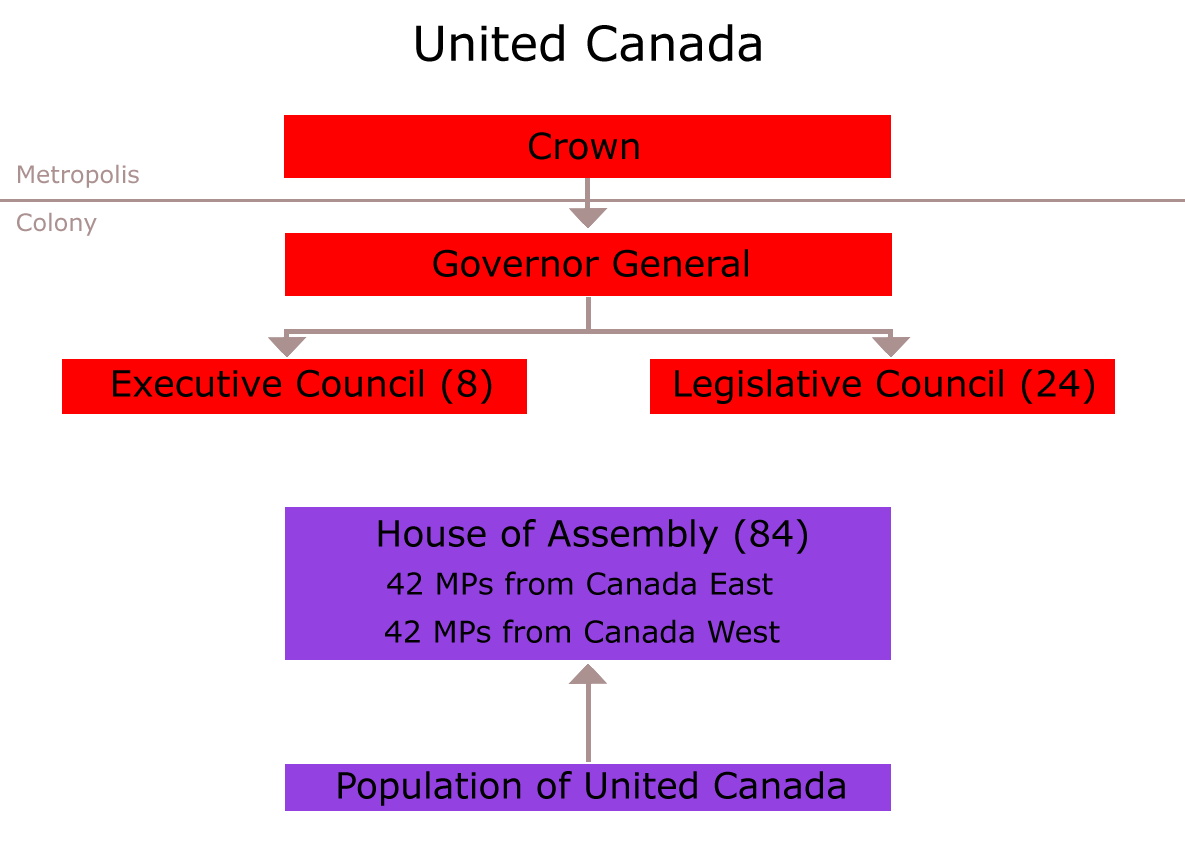
Politisches System nach dem Act of Union (1840)

Der Act of Union ist ein britisches Unionsgesetz, welches vom britischen Parlament im Jahr 1840 verabschiedet wurde. Dieser schuf die Provinz Kanada, in der die zwei Provinzen Niederkanada und Oberkanada aufgingen.

## Geschichte
Das Unionsgesetz wurde im Jahr 1840 vom britischen Unterhaus verabschiedet, nach den Rebellionen im Jahr 1837, wo die Bürger für mehr Demokratie protestierten. Der damalige britische Premierminister Lord Melbourne beauftragte den  Generalgouverneur von Kanada Lord Durham nach Britisch-Kanada zu reisen, um die dortige angespannte Situation zu beruhigen und eine Lösung für das Problem zu finden. Lord Durham schlug eine Vereinte Provinz vor, um ein gemeinsames Handelssystem zu entwickeln.
Der große Vorteil des Unionsgesetzes war, dass man mit diesem eine treue englischsprachige Mehrheit bekommen würde. Dies würde helfen, die spaltenden Kräfte zu kontrollieren, die Durham im meist französischen Unterkanada sah. Die Zustimmung für dieses Gesetz erhielt Durham von Niederkanada im November 1839 und von Oberkanada im Dezember 1839. Im Jahr 1840 vereinigte das Unionsgesetz Ober- und Unterkanada zur gemeinsamen Provinz Kanada. Es ermöglichte einem einzigen Legislativrat mit Zustimmung der Krone zu regieren. Das Gesetz besagt, dass die Versammlung aus einer gleichen Zahl von Vertretern bestehen sollte. Im Jahr 1848 wurde schließlich eine Regierung gebildet. 19 Jahre später schlossen sich weitere Kolonien in eine Konföderation zusammen, mit dem British North American Act 1867.